# 新宾镇
新宾镇，是中华人民共和国辽宁省抚顺市新宾满族自治县下辖的一个乡镇级行政单位。

## 行政区划
新宾镇下辖以下地区：
民主社区、和平社区、前进社区、胜利社区、建新社区、五副甲村、前进村、胜利村、胜利朝鲜族村、和平村、民主村、八宝村、砬嘴村、后仓村、石碑村、黄旗村、秋木村、五里村、照阳村、下坎村、和平蔬菜村、兰旗村、兰旗朝村、刘家村、刘家朝村、尹家村、佟家村、郝家村、达子营村、拨堡沟村、网户村、向阳村、林子头村、茶棚村、关家村和红旗沟村。